# The Pipettes
The Pipettes var en britisk indie pop pigegruppe, der blev dannet i 2003 i Brighton af Robert "Monster Bobby" Barry. Gruppen har udgivet to studiealbums; We Are the Pipettes (2006) og Earth vs. The Pipettes (2010.) og flere singler. Deres mest succesfulde hit blev "Pull Shapes" der nåede 26. pladsen på UK Singles Chart. Gruppen gik i opløsning i 2011 efter deres andet album ikke blev en succes.
Gruppen bestod oprindeligt af Julia Clarke-Lowes, Rose Elinor Dougall og Rebecca Stephens. Da deres debutalbum udkom var Clarke-Lowes blevet erstattet med Gwenno Saunders. I 2008 forlod også Dougall og Stephens gruppen. I 2010 bestod den af Gwenno Saunders og hendes søster Ani. Their album Earth vs. The Pipettes was released on 6 October 2010 in the UK
De kvindelige medlemmer havde et baggrundsband kaldet The Cassettes, der udelukkende bestod af mænd, hvilket inkluderede Monster Bobby; Falcone-brødrene, Jon og Seb, og Alex White.

## Diskografi

### Albums
| År   | Album                  | Højest hitlisteplacering |
| År   | Album                  | UK                       |
| ---- | ---------------------- | ------------------------ |
| 2006 | We Are The Pipettes    | 41                       |
| 2010 | Earth vs. The Pipettes | –                        |

### Singles
| År   | Sang                                       | Højeste hitlisteplacering | Album               |
| År   | Sang                                       | UK                        | Album               |
| ---- | ------------------------------------------ | ------------------------- | ------------------- |
| 2004 | "Pipettes Christmas Single" *              | —                         | non-album single    |
| 2005 | "I Like a Boy in Uniform (School Uniform)" | —                         | non-album single    |
| 2005 | "ABC"                                      | —                         | non-album single    |
| 2005 | "Judy"                                     | —                         | non-album single    |
| 2005 | "Dirty Mind"                               | 63                        | We Are the Pipettes |
| 2006 | "Your Kisses Are Wasted on Me"             | 35                        | We Are the Pipettes |
| 2006 | "Pull Shapes"                              | 26                        | We Are the Pipettes |
| 2006 | "Judy" (genindspilning)                    | 46                        | We Are the Pipettes |
| 2010 | "Our Love Was Saved By Spacemen"           | –                         | Earth vs. Pipettes  |
| 2010 | "Stop the Music"                           | -                         | Earth vs. Pipettes  |
| 2010 | "Call Me"                                  | -                         | Earth vs. Pipettes  |
| 2011 | "Boo Shuffle"                              | –                         | non-album single    |

### EP'er
- 2006 – Meet The Pipettes
- 2007 – Your Kisses Are Wasted on Me